# 拉托雷
拉托雷，是西班牙卡斯蒂利亚-莱昂阿维拉省的一个市镇。总面积58平方公里，总人口388人（2001年），人口密度7人/平方公里。